# Partido de la Unidad Laborista
El Partido de la Unidad Laborista (en inglés: Unity Labour Party), abreviado como ULP, es un partido político de San Vicente y las Granadinas, fue fundado el 16 de octubre de 1994 por la fusión del socialdemócrata Partido Laborista de San Vicente y el izquierdista Movimiento por la Unidad Nacional. Como uno de los dos principales partidos políticos del país, junto con el Nuevo Partido Democrático, el ULP gobierna el país desde las elecciones de 2001, con Ralph Gonsalves como primer ministro, mandato que fue revalidado en 2005, 2010, 2015 y 2020. Fue el partido más votado en las 1998, pero no logró obtener una mayoría absoluta de escaños.
Fundado bajo una plataforma socialista democrática, el ULP se encuentra a la izquierda del espectro político. Durante su gobierno, Gonsalves ha impulsado un acercamiento con los gobiernos de la «marea rosa» de América Latina y mantiene estrechos vínculos con el gobierno de Nicolás Maduro en Venezuela, Daniel Ortega en Nicaragua y Miguel Díaz-Canel en Cuba. El partido apoya el establecimiento de una república parlamentaria con un presidente no ejecutivo en el país, en reemplazo de la monarquía de la Mancomunidad de Naciones actualmente vigente, habiendo fracasado un referéndum en 2009 para esos fines.

## Resultados electorales
|  | 54.60 % |

|  | 56.49 % |

|  | 55.26 % |

|  | 51.11 % |

|  | 52.28 % |

|  | 49.59 % |